# Caso Webster v. Reproductive Health Services
Webster v. Reproductive Health Services (1989), foi uma decisão da Suprema Corte dos Estados Unidos sobre a manutenção de uma lei do Missouri que impunha restrições ao uso de fundos, instalações e funcionários do estado para realizar, auxiliar ou aconselhar um aborto. A Suprema Corte em Webster permitiu que os estados legislassem em um aspecto que anteriormente se pensava ser proibido em Roe v. Wade (1973).